# Ciclone Humba
O ciclone tropical Humba (designação do JTWC: 16S; também conhecido simplesmente como ciclone Humba) foi um intenso ciclone tropical que esteve ativo durante o final de Fevereiro 2007 no Oceano Índico sudoeste. Sendo o décimo primeiro ciclone tropical e o oitavo sistema tropical nomeado da temporada de ciclones no Oceano Índico sudoeste de 2006-07, Humba formou-se de uma perturbação tropical ao norte das Ilhas Cocos em 20 de Fevereiro e seguiu para o sudoeste e atingindo o seu pico de intensidade com ventos máximos sustentados de 150 km/h, segundo o JTWC, ou 140 km/h, segundo o CMRE de Reunião. No fim de Fevereiro, Humba se enfraqueceu e encontrando condições desfavoráveis, tornou-se um ciclone extratropical em 26 de Fevereiro, dissipando-se completamente em 4 de Março.
Como o ciclone manteve-se distante da costa, Humba não causou fatalidades ou prejuízos.

## História meteorológica

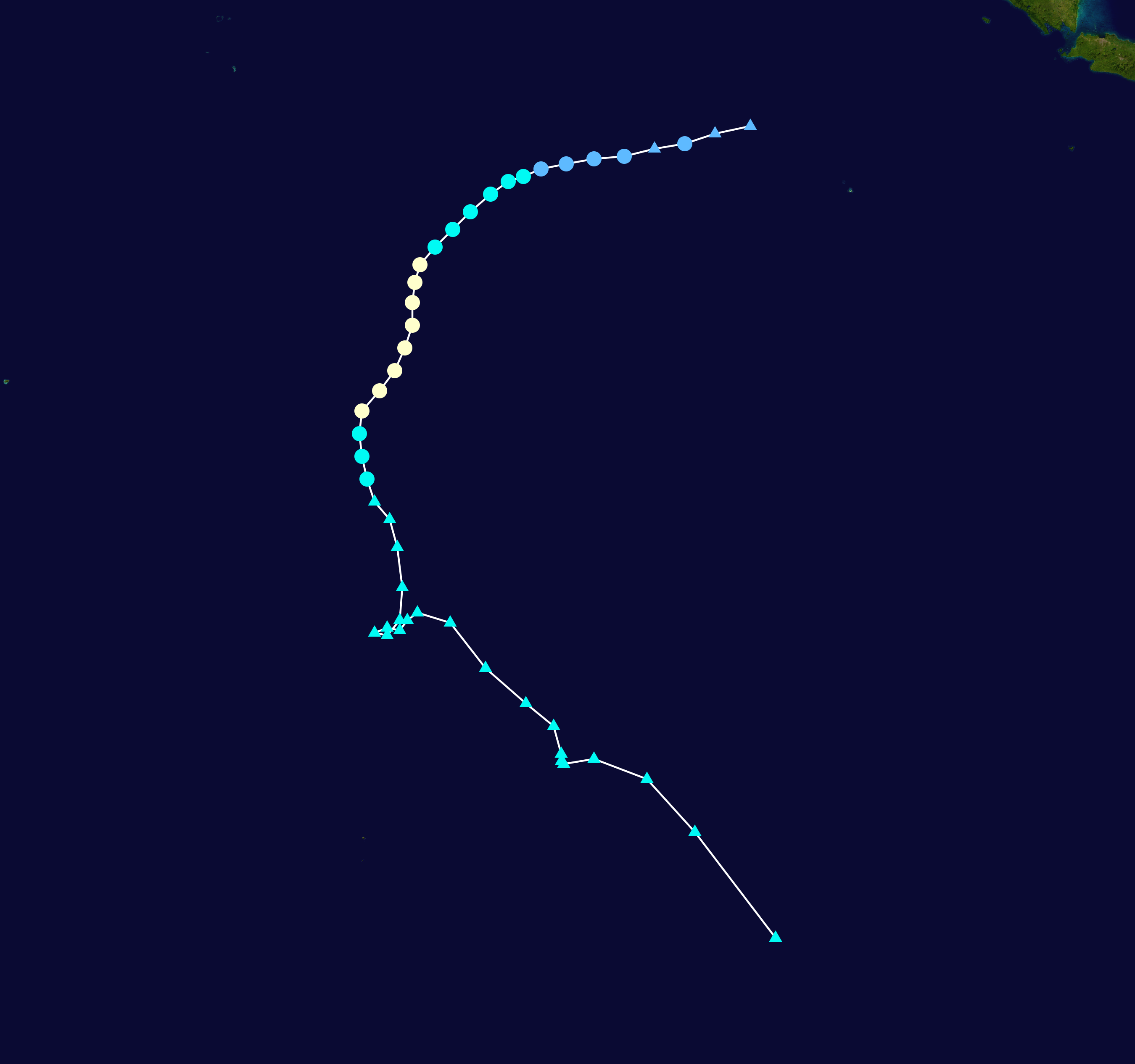
O caminho de Humba

A área de convecção que viria dar origem ao ciclone Humba foi observada pela primeira vez em 18 de Fevereiro, a cerca de 460 km a norte das Ilhas Cocos, pequeno grupo de ilhas a sudoeste da Indonésia pertencente a Austrália. No dia seguinte, o Centro de Aviso de Ciclone Tropical de Perth, Austrália, observou a formação de uma baixa tropical (i.e. depressão tropical). Praticamente ao mesmo tempo, o Joint Typhoon Warning Center (JTWC) começou a monitorar o sistema como uma perturbação tropical. Naquele momento, o sistema já apresentava um centro ciclônico de baixos níveis, embora grande e desorganizado. Os fluxos externos de altos níveis associados ao sistema estavam bons, principalmente nos lados meridional e setentrional do sistema, causado por um anticiclone de altos níveis, que também provia pouco cisalhamento do vento. Com a consolidação do sistema, o JTWC emitiu um alerta de formação de ciclone tropical (AFCT) durante a noite (UTC) de 20 de Fevereiro, mencionando sobre a possibilidade do sistema se tornar um ciclone tropical significativo dentro de 24 horas. Por volta do meio-dia (UTC) de 21 de Fevereiro, com a contínua melhora dos fluxos externos e com a diminuição adicional do cisalhamento do vento, o JTWC emitiu seu primeiro aviso regular sobre o ciclone tropical 16S. Naquele momento, o centro do ciclone localizava-se a cerca de 1.745 km de Diego Garcia, Território Britânico do Oceano Índico.
Praticamente ao mesmo tempo, ao Centro Meteorológico Regional Especializado (CMRE) de Reunião começou a monitorar o sistema como uma perturbação tropical assim que o sistema, seguindo para oeste-sudoeste, cruzou o meridiano 90°L, deixando a área de responsabilidade do CACT de Perth para adentrar a sua área de responsabilidade. O sistema continuava a se intensificar continuamente e o CMRE de Reunião classificou a perturbação para uma depressão tropical, atribuindo-lhe a designação 11R, no começo da madrugada de 22 de Fevereiro. Seguindo, na maior parte de seu ciclo de vida, para sudoeste devido à influência de uma alta subtropical ancorada sobre a Austrália Ocidental o sistema continuou a se fortalecer gradualmente, tornando-se uma tempestade tropical moderada no começo da madrugada (UTC) de 23 de Fevereiro. Naquele momento, o CMRE de Reunião atribuiu ao sistema o nome Humba, que foi submetido à lista de nomes de ciclones do Oceano Índico sudoeste pela Tanzânia. Seguindo numa trajetória semelhante a uma parábola para sudoeste, Humba continuava a se intensificar lentamente e o CMRE de Reunião classificou Humba como uma tempestade tropical severa durante a manhã (UTC) de 24 de Fevereiro, e como um ciclone tropical 12 horas depois, observado que um olho irregular formou-se no centro das principais áreas de convecção associadas ao sistema. No começo da madrugada de 25 de Fevereiro, Humba alcançou o seu pico de intensidade, com ventos máximos sustentados de 150 km/h, segundo o JTWC, ou 140 km/h, segundo o CMRE de Reunião. Naquele momento, o centro de Humba localizava-se a cerca de 1.655 km a leste-nordeste de Rodrigues.
A partir de então Humba começou a se enfraquecer devido a aproximação de um cavado de altos níveis, o que induziu num aumento do cisalhamento do vento e na diminuição dos fluxos externos. Durante a noite de 25 de Fevereiro, Humba enfraqueceu-se para uma tempestade tropical severa. Com o grande aumento do cisalhamento do vento e com a diminuição significativa da temperatura da superfície do mar, Humba começou a sofrer transição extratropical, completada durante a tarde de 26 de Fevereiro, momento em que Humba já era totalmente um ciclone extratropical. Algumas horas antes, o JTWC já tinha emitido seu aviso final sobre Humba. O CMRE de Reunião continuou a monitorar o sistema extratropical de Humba até o começo de 4 de Março, quando seus ventos mais intensos ficaram abaixo da intensidade de 'ventania' na escala de Beaufort. Naquele momento, o centro de Humba localizava-se a cerca de 2.230 km a sudoeste de Perth, Austrália.

## Preparativos e impactos
Como o ciclone manteve-se distante da costa durante todo o seu período de Existência, Humba não provocou qualquer tipo de impacto. Nenhuma estação meteorológica ou navio registrou a sua passagem. Portanto, nenhuma fatalidade ou prejuízo foi atribuído à passagem de Humba.